# Wladimir Kanuchin
Wladimir Kanuchin (russisch Владимир Канухин, wiss. Transliteration Vladimir Kanuchin; * 5. Mai 1994) ist ein russischer Schauspieler und Synchronsprecher.

## Leben
Kanuchin erhielt seine Schauspielausbildung am Tschechow-Kunsttheater Moskau, das er 2019 erfolgreich verließ. Im Jahr 2016 übernahm er die russischsprachige Synchronisation für Tom Holland in seiner Rolle des Spider-Man in The First Avenger: Civil War. Er hatte außerdem eine Sprechrolle in Die Schlümpfe – Das verlorene Dorf von 2017 inne. 2019 verkörperte er in 16 Episoden der Fernsehserie The Baker and the Beauty die Rolle des Yura. Im selben Jahr spielte er in dem Horrorfilm Queen of Spades – Through the Looking Glass die Rolle des intellektuellen Zhenya und im Drama Sex und Rebellion die Rolle eines Goth. Eine größere Rolle verkörperte er 2021 in Only Serious Relationship.

## Filmografie (Auswahl)

### Schauspiel
- 2018: Ishcheyka-3 (Ищейка-3)
- 2018: Krepkaya bronya (Крепкая броня)
- 2018: Pekar' i krasavitsa (Пекарь и красавица)
- 2019: Doktor Rikhter-3 (Доктор Рихтер-3)
- 2019: The Baker and the Beauty (Pekar i Krasavitsa/Пекарь и красавица) (Fernsehserie, 16 Episoden)
- 2019: Queen of Spades – Through the Looking Glass (Pikovaya dama. Zazerkale/Пиковая дама: Зазеркалье)
- 2019: One Historical Mistake (Одна историческая ошибка) (Kurzfilm)
- 2019: Sex und Rebellion (Autlo/Аутло)
- 2019: Nebo izmeryayetsya MIlyami (Небо измеряется МИлями)
- 2021: Only Serious Relationship (Tolko seryeznye otnosheniya/Только серьёзные отношения)
- 2021: Kryuk (Крюк)
- 2021: Millioner iz Balashikhi-2 (Миллионер из Балашихи-2)
- 2021: Zakhar otkryvayet glaza (Захар открывает глаза)
- 2021: Novoye chudo (Новое чудо)

### Synchronsprecher
- 2016: The First Avenger: Civil War (Captain America: Civil War)
- 2017: Die Schlümpfe – Das verlorene Dorf (Smurfs: The Lost Village)